# Dolní Cerekev
Dolní Cerekev är en köping i Tjeckien.   Den ligger i regionen Vysočina, i den centrala delen av landet, 110 km sydost om huvudstaden Prag. Dolní Cerekev ligger 533 meter över havet och antalet invånare är 1 173.
Terrängen runt Dolní Cerekev är huvudsakligen platt, men norrut är den kuperad. Dolní Cerekev ligger nere i en dal. Runt Dolní Cerekev är det ganska glesbefolkat, med 32 invånare per kvadratkilometer. Närmaste större samhälle är Jihlava, 11,3 km nordost om Dolní Cerekev. I omgivningarna runt Dolní Cerekev växer i huvudsak barrskog.